# Soul Sauce

Soul Sauce est un album de la discographie de Cal Tjader. Il contient le célèbre hit de 1965 Soul Sauce (Guachi Guaro) qui est son plus grand succès.

## Titres
1. Soul Sauce (Titrée aussi Guachi Guaro) (Luciano Pozo Y Gonzales/John Birks "Dizzy" Gillespie) - (A1)
2. Afro-Blue (Ramon "Mongo" Santamaria) - (A2)
3. Pantano (Lonnie Hewitt) - (A3)
4. Somewhere In The Night (Billy May/Milton Raskin) - (A4)
5. Maramoor Mambo (Armando Peraza) - (A5)
6. Tanya (Lonnie Hewitt) - (B1)
7. Leyte (Cal Tjader) - (B2)
8. Spring Is Here (Lorenz Hart/Richard Rodgers) - (B3)
9. João (Clare Fischer) - (B4)

## Style de l'album
Salsa, merengue, mambo, Latin jazz

## Personnel & Enregistrement
Formation Septet de Cal Tjader réunie pour l'occasion.
- Lonnie Hewitt (piano).
- John Hilliard (basse).
- Johnny Rae (batterie).
- Willie Bobo (percussions, voix).
- Armando Peraza (percussions).
- Alberto Valdes (percussions).
- Cal Tjader (vibraphone, leader de formation).

Enregistré à New York City le 20 novembre 1964 (Tous les titres de l'album).
Excepté le titre Afro Blue" pour lequel la formation a été complétée par : Donald Byrd (trompette), Jimmy Heath (ténor sax), Kenny Burrell (guitare), Richard Davis (basse), Bob Bushnell (basse électrique), Grady Tate (batterie). Enregistré à Van Gelder Recording Studio, Englewood Cliffs, New Jersey le 20 novembre 1964.

## Ingénieur du son
- Phil Ramone

## Producteur
- Creed Taylor

## Informations de Sortie
- Année de Sortie : 1965
- Intitulé : Cal Tjader - SOUL SAUCE
- Label : Verve Records
- Référence Catalogue : Verve V/V6 8614
- Format : LP 33 ou (12")

## Réédition FormatCD
- Référence : Label Verve Records Verve 314 521 668-2 CD - 1994 (℗ & © 1994 PolyGram Records, Inc. remastering)

Avec Titre bonus n'apparaissant pas sur le LP d'origine :
- 10. Soul Sauce (Reprise de Guachi Guaro) - (Version Rough Mix)
- 11. Monkey Beams (compositeur inconnu) - Inédit (enregistré le 23 novembre 1964 à New York City).
- 12. Ming (compositeur inconnu) - Inédit (enregistré le 23 novembre 1964 à New York City).
- 13. Mamblues (Cal Tjader) - Inédit (enregistré le 20 novembre 1964 à New York City). (reprise B'side du 45 Fantasy - F 538 intitulé Sonny boy).

## Extrait au format 45 (7")
- 1965 : 1. Soul Sauce (Guachi Guaro) (A1) - Durée : 2:22/ 2. Somewhere In The Night (B2) - Durée : 3:12 (Référence : Verve Records VK-10345 produit par Creed Taylor)

## Observations particulières
- Soul Sauce (titrée aussi "Guachi Guaro") : Ce titre est une reprise de Guarachi Guaro dont Dizzy Gillespie à l'origine composa et enregistra cette mélodie sous le titre "Guarachi Guaro". Cal Tjader en joua les premières versions avec ses arrangements en 1954 avec Willie Bobo et Al McKibbon dans les clubs de jazz de San Francisco.